# Памятник финским красногвардейцам (Выборг)
Па́мятник фи́нским красногвардейцам — стела из серого гранита высотой около четырёх метров и шириной около шести метров, установленная в Выборге на братской могиле расстрелянных в 1918 году войсками генерала Маннергейма финских красногвардейцев и гражданского населения, заподозренного в связях с коммунистами (Выборгская резня).

## История
В ходе Гражданской войны в Финляндии в Выборге белофиннами были проведены массовые расстрелы. Тела убитых были свалены в овраг за городом, на так называемом «Собачьем кладбище», где ранее хоронили домашних животных. Туда же позже из Папульского парка были перенесены могилы погибших финских красногвардейцев и гражданского населения.
Вскоре по окончании гражданской войны в финских городах стали сооружаться внушительные памятники белофиннам, такие, как статуя Свободы в Тампере. В самом центре Выборга, у стен лютеранского кафедрального собора, 29 апреля 1921 года был открыт «Памятник героям» на могиле погибших финских белогвардейцев у кафедрального собора. 

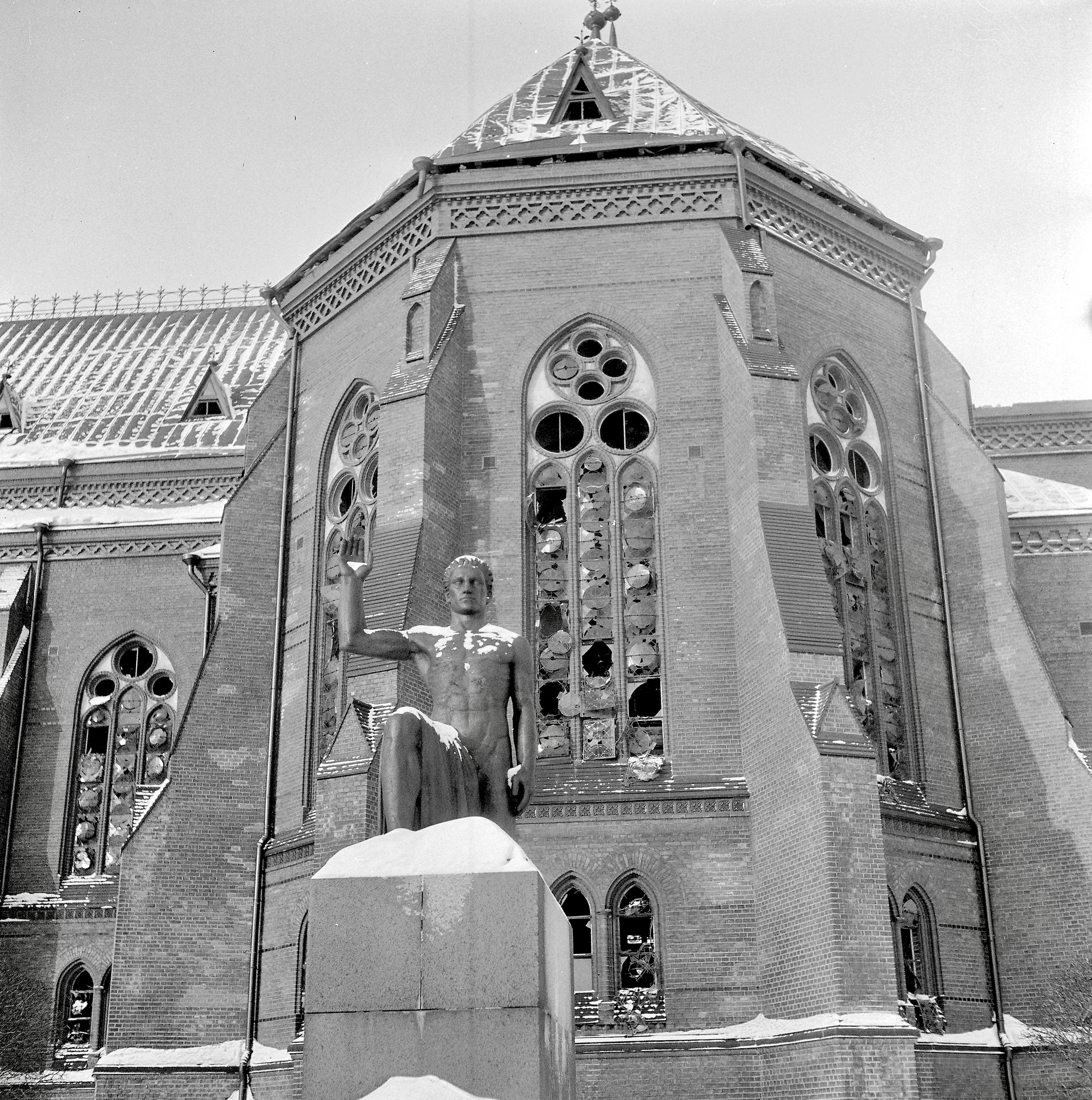
Памятник белофиннам в 1940 году

При этом власти воспрепятствовали установлению схожего по композиции, но гораздо меньшего по масштабам памятника их противникам, деньги на который собирались в том числе и путём продажи почтовых открыток: было выполнено только основание памятника, а дальнейшие работы прекращены по распоряжению министерства внутренних дел Финляндии. Готовый, но не установленный памятник был зарыт по указанию финских властей в ходе военных действий в 1940 году и в дальнейшем утерян.
Ситуация изменилась в результате советско-финляндской войны (1939—1940), когда Выборг перешёл в состав СССР. Памятник на могиле белофиннов был демонтирован (с 1993 года на его месте установлена памятная плита с текстом на четырёх языках: «Памяти похороненных жителей Выборга»), а братское захоронение финских красногвардейцев было благоустроено с торжественным открытием памятника 30 апреля 1961 года в присутствии финской делегации. О жертвах среди мирного русского населения в тот момент по политическим причинам предпочли не вспоминать.
Памятник расположен при въезде в город, на 4-м километре Ленинградского шоссе. Авторы памятника: скульптор В. С. Чеботарев и архитектор А. М. Швер. Широкая лестница ведёт по склону поросшего соснами холма к высокой гранитной стеле с датой «1918», украшенной горельефами, изображающими финского и русского рабочих со склонёнными знамёнами в руках. «Рваные» края стелы, не имеющие геометрически правильных очертаний, символизируют гранитные куртины Аннинских укреплений, у стен которых погибли жертвы белофиннов. На обратной стороне на русском и финском языках написано: «В знак пролетарской солидарности с трудовым народом Финляндии от трудящихся Советского союза. Апрель 1961». 

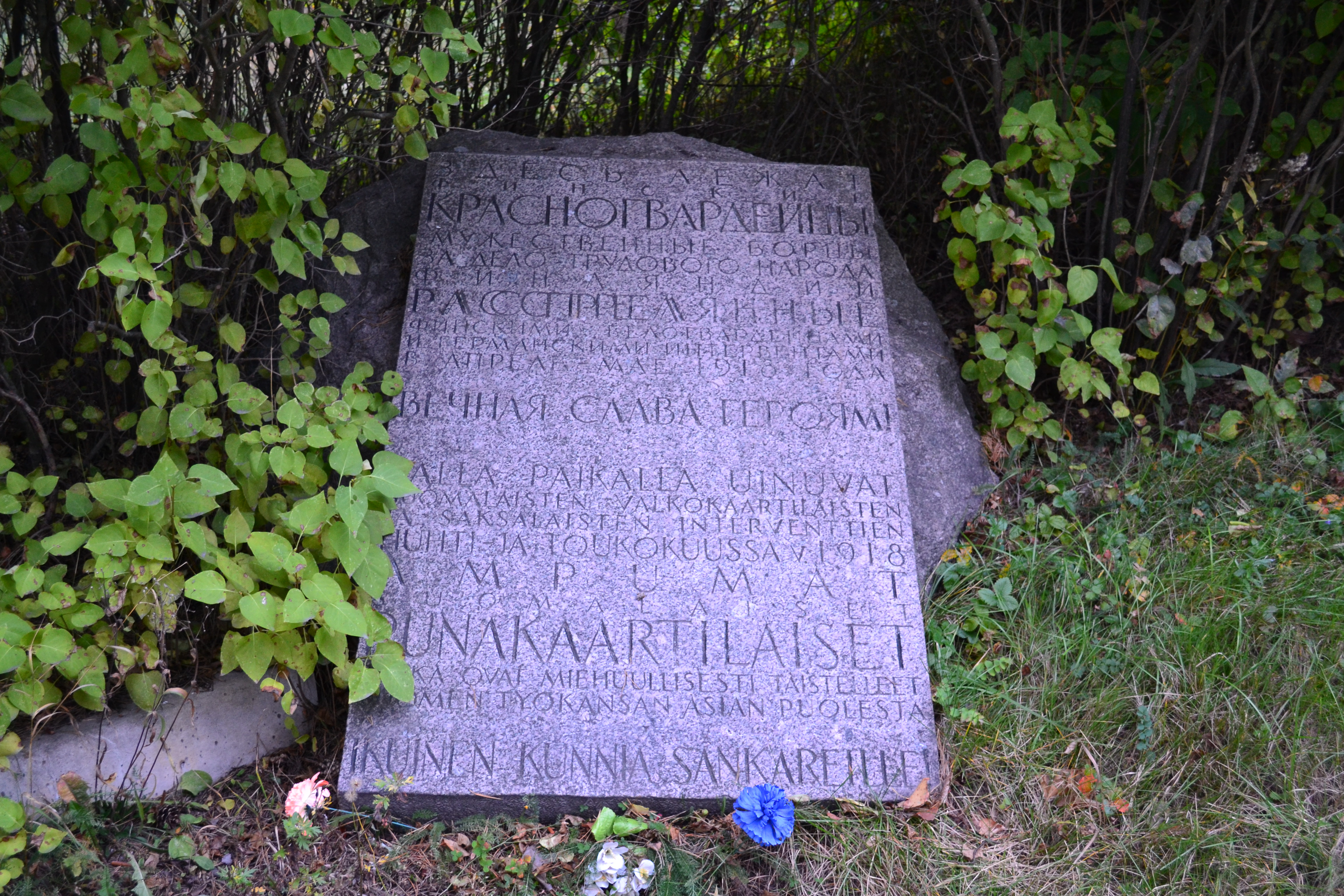
Плита у памятника красногвардейцам

На гранитной плите, покоящейся на склоне холма перед стелой, выбита надпись, также на двух языках: «Здесь лежат финские красногвардейцы, мужественные борцы за дело трудового народа Финляндии, расстрелянные финскими белогвардейцами и германскими интервентами в апреле-мае 1918 года. Вечная слава героям!». Рядом со стелой сохранилось и основание запрещённого к установке памятника 1920 года. 
Неподалёку в 1957 году у братской могилы советских военнослужащих была установлена бронзовая статуя воина-победителя. Так сформировался монументальный въезд в Выборг с юго-восточной стороны, активную роль в композиции которого играет окружающая природа.